# Sacro Cuore di Gesù (Bussana)

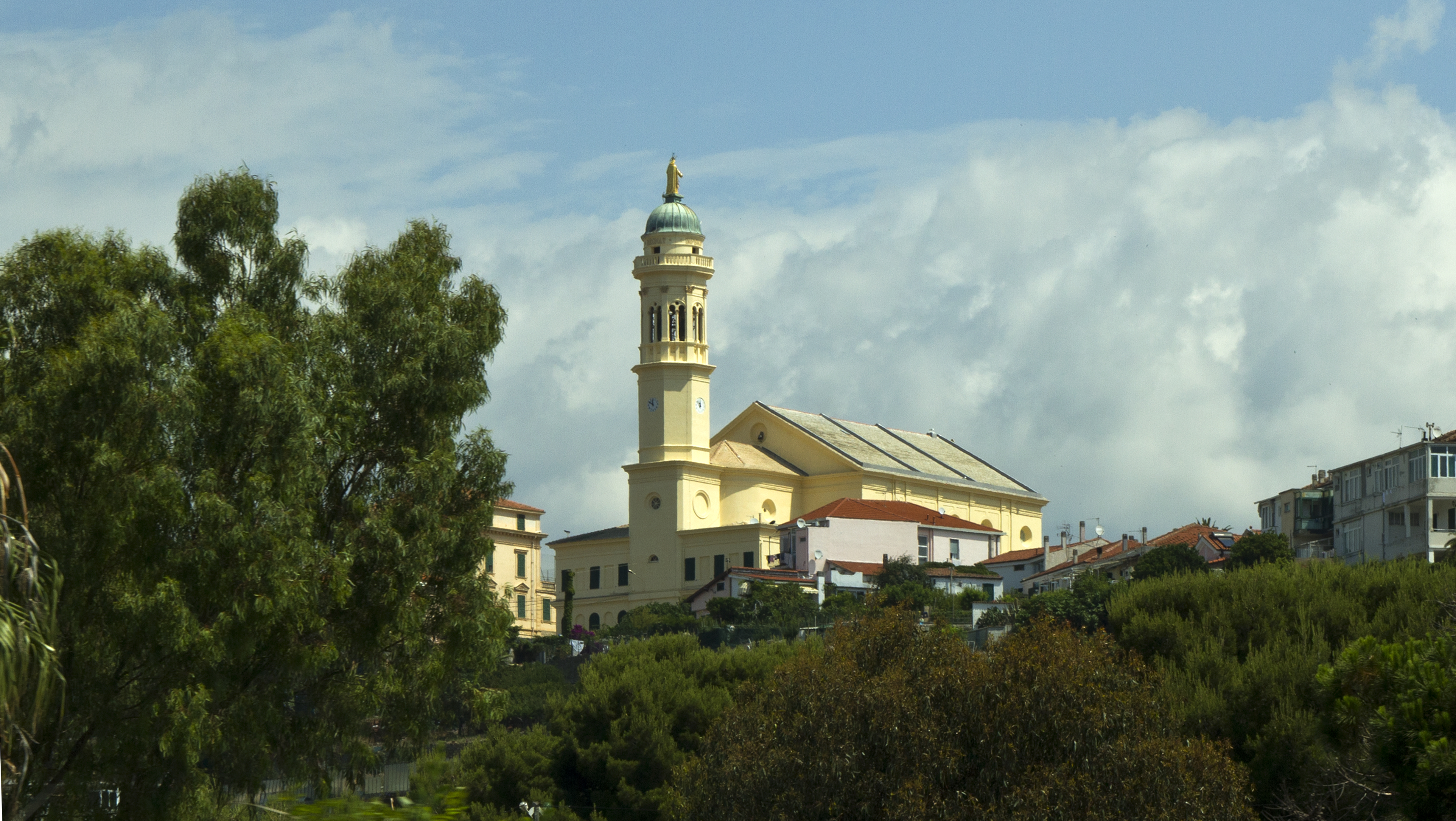
Basilika Sacro Cuore di Gesù

Die Basilika Sacro Cuore di Gesù ist eine römisch-katholische Kirche im Stadtteil Bussana von Sanremo in Ligurien, Italien. Die Pfarrkirche des Bistums Ventimiglia-Sanremo hat den Rang einer Basilica minor. Die Kirche wurde nach einem schweren Erdbeben von 1887 zusammen mit der Ortschaft an heutiger Stelle im Stil des Eklektizismus mit Bezügen zum Klassizismus, dem Neobarock und der Neorenaissance neu errichtet.

## Geschichte

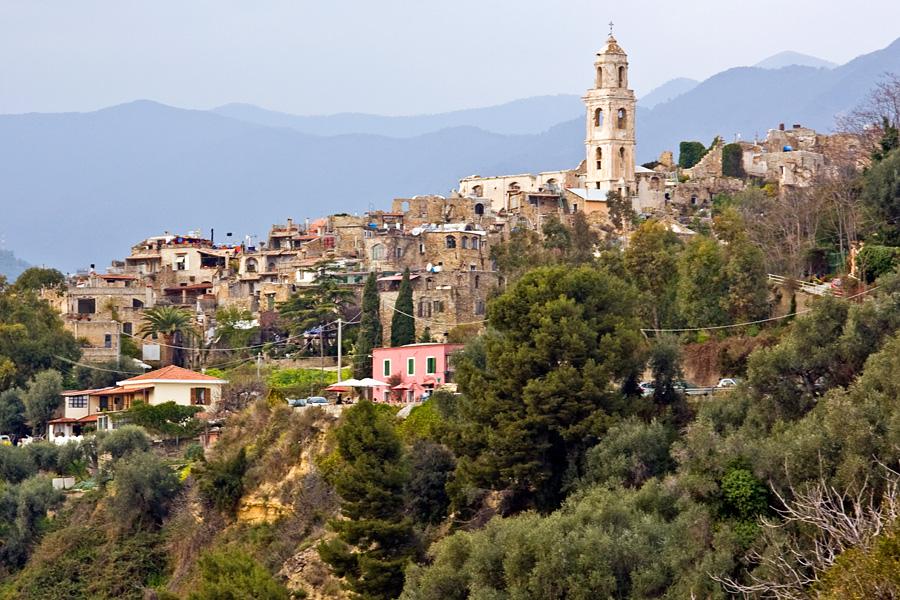
Vorgängerkirche in Bussana Vecchia

Die Entstehung der Pfarrgemeinde von Bussana wird im 16. Jahrhundert vermutet. Durch das schwere Erdbeben vom 23. Februar 1887 vor der ligurischen Küste wurde der ganze Ort Bussana vecchia so erheblich beschädigt, dass die Siedlung vier Kilometer flussabwärts oberhalb der Steilküste neu errichtet wurde. Die Grundsteinlegung der neuen Kirche fand am 15. September 1889 in Anwesenheit des Bischofs von Ventimiglia, Tommaso Reggio statt. Der Pfarrer von Bussano, Don Lombardi, warb für das Projekt überregional Spenden ein. Bereits am 14. Dezember 1892 wurde die noch nicht fertiggestellte Kirche eingeweiht. Die Kirchweihe erfolgte am 20. Oktober 1901 in Anwesenheit des Erzbischofs von Turin, Kardinal Agostino Richelmy, und des Bischofs von Ventimiglia, Ambrogio Daffra. Papst Pius XII. erhob die Kirche 1939 in den Rang einer Basilika minor.

## Architektur

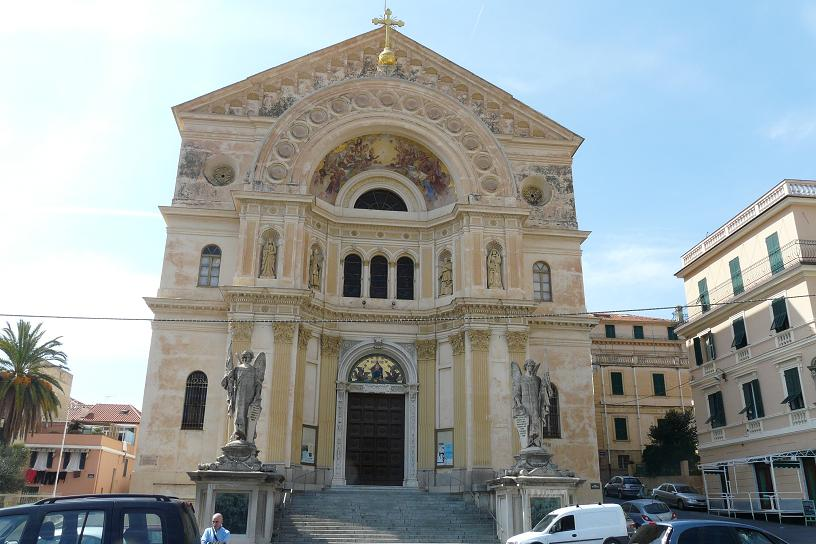
Fassade

Die einschiffige Saalkirche besteht aus einem breiteren Langhaus und einem schmaleren, aber gleich hohen Chor. Am Ende des Chors erhebt sich der insgesamt 46 Meter hohe Glockenturm, abgeschlossen mit einer dreieinhalb Meter hohen, vergoldete Bronzestatue des Heiligsten Herzens Jesu.
Die Fassade im Stil der Neorenaissance zeigt einen grandiosen Bogen mit dreizehn Medaillons, der von einem fünf Meter hohen vergoldeten Kupferkreuz überragt wird. Die Türen aus massivem Nussbaum mit Kassetteneinlagen werden von einem klassizistischen Marmorportal eingerahmt.

## Ausstattung
Die Kirche ist mit Tonnengewölben überspannt, die wie auch die Wände in besonderer Weise durch die Fülle von Gold auf dem Hintergrund der Wände, Kapitelle, Pilaster und Gesimse in Anlehnung an den venezianischen Klassizismus reich dekoriert sind, so auch die vielen Seitenkapellen unter anderem mit einer Lourdesgrotte, einem Altar für die Seelen im Fegefeuer und einem für St. Ägidius, den Schutzpatron von Bussana.
Im Apsisgewölbe stellt das Fresko Die Hommage der Nationen an das Heiligste Herz Jesu dar. Das Gewölbefresko des Chors präsentiert Den Triumph der Eucharistie. Der Hochaltar stammt vom Bildhauer Domenico Carli, die Kanzel von Cesare Zonca, das Taufbecken von Biamonti, die Chorempore von Giovanni Minia. Über der Orgel, die 1915 von der Firma Vittino-Bossi-Vegezzi aus Centallo hergestellt wurde, befindet sich das große, dreiteiliges Fenster mit der Darstellung der Madonna des Heiligen Herzens.
Die Ausstattung der Sakristei stammt noch aus der Vorgängerkirche in Bussana vecchio und zeigt Gemälde aus dem 17. Jahrhundert, so Die Geburt von Johannes dem Täufer von Mattia Preti.